# ベギン会

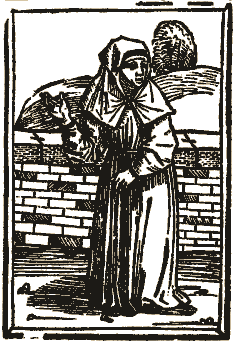
1489年に書かれたベギン会の女性

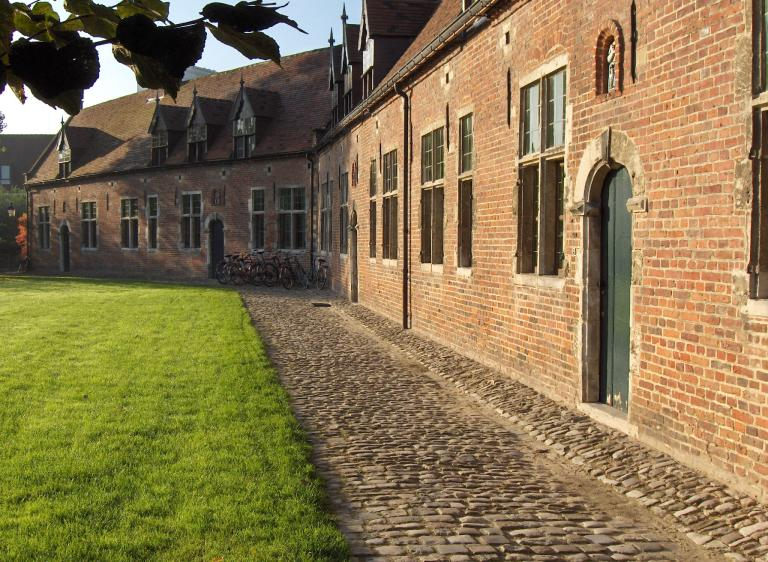
ベルギー・ルーヴェンの「Groot Begijnhof (大ベギン会修道院)」

ベギン会（またはベゲイン会かベヘイン会；英: Beguines(ベギンズ)、仏: Béguines(ベギン)、蘭: Begijnen(ベゲイネン、ベヘイネン)、独: Beg(h)inen(ベギーネン)）は、中世ヨーロッパで発生した半聖半俗の姉妹団である。修道会とは異なる。その専用居住集落たるベギン会修道院（仏: béguinage(ベギナージュ)、蘭: begijnhof(ベギンホフ、ベヘインホフ)、英: Beguinage(ベギネージ)、独: Beg(h)inenhof(ベギーネンホーフ)）は、中世においては、現在のベルギーの主要都市のほとんどすべてに存在し、隆盛をほこったが、フランス革命時、革命防衛軍の進攻によって接収され、資産を没収されたことなどを契機に衰退にむかった。ベルギー、オランダでは、その跡地が現在も保存されており、うち、ベルギーの13箇所は、世界遺産に指定されている。
ベギンは修道女とは異なる。13世紀に生まれたベギン会は女性達の互助組織として、独自の共同体を形成していた。結婚か、修道院に入る以外に人生の選択肢があまりなかった時代にあって、教育、執筆、看護、織布関連産業などの多様な分野での活動の機会を生み出し、さまざまな境遇の女性のつどう場となっていた。また、ベギンホフをでれば結婚も可能であったといわれるが、かならずしも推奨されていなかったとみられる時代、地域もある。
ベギン会の組織としての性格であるが、広域的なネットワークをもつ統一的な組織は形成せず、共通の指導者、会則、創始者なども存在しておらず、会の実態は、地域毎の婦人会のようなもので、ひとつの都市に複数の会が存在する状態であった。その生活様式は両親との同居や仲間数人との共同生活のほかに単独居住なども含んでいた。現在のベルギーにあたる地域では13世紀中頃にベギン専用居住区たるベギンホフが形成され、その外に住む女性は、ベギン風の生活をしており、ベギン風の衣装をまとっていても、ベギンとみなされるべきではないとされた。
この女性たちの動向は、そのため、会というより、自然発生的な運動とみなす研究が２０世紀なかごろまでに主流となった。女性のベギンに対して、半聖半俗の生活をおくる男性は、ベガルド（英: Beghards(ベガルヅ)、仏: béguards・bégards・béghards(ベガール)かbogard(ボガール)、またはbéguins(ベガン)、蘭: begarden(ベガルデン、ベハルデン)・beggarden(ベッガルデン、ベッハルデン)・begaarden(ベガールデン、ベハールデン)・bogaarden(ボガールデン、ボハールデン)、ﾌﾞﾗﾊﾞﾝﾄ語: bogaerden(ボガエルデン、ボハエルデン)、独: Beg(h)arden(ベガルデン)）とよばれたが、その数は、ベギンにくらべると問題にならないほど少なかった。男性の場合は安全な住居の確保の必要性が薄かったためとかんがえられる。
会の構成員は、「侯家や貴族、騎士や市民の子女などあらゆる階層から出て」おり、会の地域的分布では、「ネーデルランド、ライン地方、パリ周辺などが多く、12世紀後半には北ヨーロッパの商工業都市において最も盛んであった」。15世紀後半ケルンに106軒、ストラスブールに85軒、マインツに28軒、バーゼルに22軒のベギン会の家があった。宿舎の収容能力は普通、10人以下、多くても20人どまりであったが、リューベックには100人以上を収容できる宿舎が5軒存在していた。ベギンは当初、主に都市の上・中階層と地方の貴族階層の出身者であったが、次第に下層階級出身の女性たちが増えるようになった。しかし、聖俗の公権力によって禁止命令や圧迫を受け、会の数は減少したが、宗教改革後は活性化し、17世紀にはブリュッセルのベギンの家に約1000人の女性が生活していた。
女性の集団であるため偏見にさらされることも多かった。一方でその生活態度は、質実剛健、堅実そのものであり、良家の子女が将来を思い、教育と生活訓練のために托されることも多く、たとえば、ヘントのベギンホフを描いた図版などをみると、ベギンホフの広大な敷地に、盛装した都市貴族なのか市民がおとずれ、あたかも、見合いのための社交の場を呈している。他方で共同体成員の結婚を祝福しないかのような文言をきざんだ札をかかげるベギンホフ施療院、結婚を物理的にむずかしくする規約の存在なども確認できることから、通俗的にいわれる、共同体をでれば結婚もできた、に関しては、地域差もさることながら、時代差などを慎重に考慮したうえで実態を把握すべき問題であろう。こころみに、見合いの場とかしているかの様相をていしているのは、近代にはいってからの図版であるうえ、ベルギー全域からの出身者をあつめていたことで例外的なヘントのベギンホフのものであることから、この一枚をもって、全体を理解してよいのかという問題はある。
会則などをみると、男性と同席しての食事などが禁止の対象となっており、看護にあたるばあいも、訪問看護は、ふたりひとくみでーーふたりで行動するのは、もちろん看護名目で男性と不適切な関係になるなどを避けるためであり、路上など公共の場所も含め際限ないおしゃべりにうつつをぬかすためではない。当時にあっても女性の悪徳のさいたるものはおしゃべりとされており、街中でくらだない話にうつつをぬかす女性はそれだけで評判をあやうくしたーーなどの規定がもうけられており、風紀と評判をまもるために最大限の努力がされていた。
会員の霊的生活の質の高さは、神秘思想家マクデブルクのメヒティルト等の著作に見ることができる。
その「愉快ないたずら」で有名なティル・オイレンシュピーゲルは病気になってベギン会の老女から、楽に死ぬことができるためには「罪を悔い、痛みを感じなければならない」と言われ、後悔していることを告白する。しかしそのふざけた告白が彼女を怒らせ、老女は彼を呪う。ティルは「どんなに信心深いベギン会の老女でも怒ると悪魔よりおっかなくなるんだからな」とつぶやく（第91話）。しかし、彼は死後司祭や俗人ではなく、ベギン会の女性に埋葬されることを望み、実際にそうなる（第94・95話）。
18世紀後半のフランドル地方を舞台とする佐藤亜紀の小説『喜べ、幸いなる魂よ』（2022年）において、ヒロインは望まぬ妊娠をするが、ベギン会の叔母のもとで出産の後、ベギン会での生活が気に入ってそこで研究に没頭すると叙述されている。